# Joachim Dobbin
Joachim Dobbin (* 1534 in Lübeck; † 22. April 1614 ebenda) war ein deutscher evangelisch-lutherischer Geistlicher, Hauptpastor am Lübecker Dom und Senior des Geistlichen Ministeriums.

## Leben
Joachim Dobbin war Sohn eines Lübecker Barbiers. Nach dem Besuch des Katharineums studierte er ab 1553 an der Universität Rostock. 1555 ging er, zusammen mit seinem Vater (!) Heinrich und seinem Bruder Heinrich, an die Universität Wittenberg, wo er noch Schüler von Philipp Melanchthon war. 1558 wurde er hier von seinem Famulus Wenceslaus Richter aus Schlesien schwer verwundet. Nach seiner Genesung und Graduierung zum Magister im Sommer 1560 wurde er Rektor der Nicolai-Schule in Flensburg und 1566 Gründungsrektor des heutigen Alten Gymnasiums.

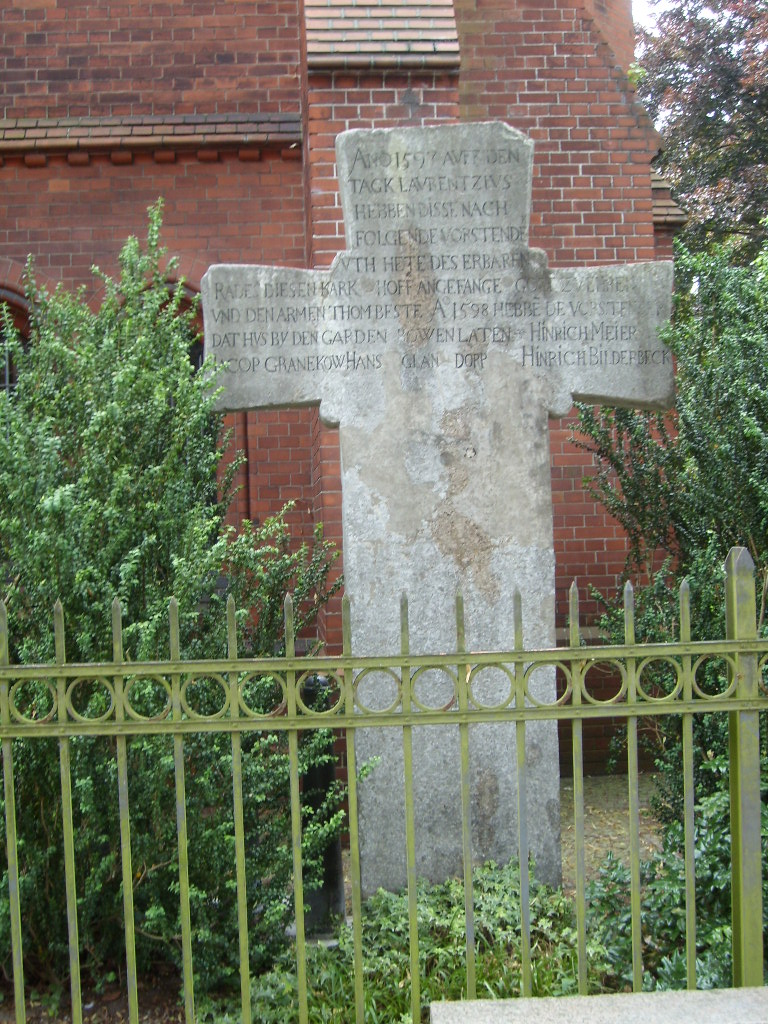
Pestkreuz von 1598

Im Dezember 1568 wurde er zum Prediger an der Lübecker Marienkirche berufen. 1588 wechselte er als (Haupt-)Pastor an den Dom. Er berichtete über die Lübecker Pestepidemie 1597 mit 7000 Opfern (also etwa einem Drittel der Bevölkerung Lübecks), an die heute noch das Pestkreuz von 1598 an der St. Lorenzkirche erinnert. In den Reiserschen Unruhen stellte er sich 1599 auf die Seite des autokratischen Bürgermeisters Gotthard V. von Hoeveln und gegen die Anliegen der von Heinrich Reiser geführten Bürger, die er als Aufruhr gegen die von Gott eingesetzte Obrigkeit brandmarkte.
1602 wurde Dobbin zugleich Senior des Geistlichen Ministeriums. Da das Amt des Superintendenten seit dem Tod von Andreas Pouchenius 1600 vakant war, amtierte Dobbin bis zur Berufung von Georg Stampelius 1611 als Leitender Geistlicher der Evangelisch-Lutherischen Kirche in Lübeck.
Über die Verlobung seiner Tochter Catharina mit dem lutherischen Domherrn Bartold Hinze († 1627) kam es 1600 zu einem ungewöhnlichen Streit. Einige seiner Amtskollegen hielten es für unziemlich, weil der Besitz von Kanonikaten ein teuflischer Stand sei, und forderten Dobbins Entlassung. Der Domdechant Ludwig Pincier, verheiratet mit Hinzes Schwester, holte daraufhin Gutachten ein von der theologischen Fakultät der Universität Marburg, von der theologischen und juristischen Fakultät der Universität Leipzig und von der theologischen und juristischen Fakultät in Wittenberg. Von allen kam die Antwort zurück, daß sie solche abscheuliche Reden, als ob ein Kanonikus ein Teufels-Kind sei, keineswegs billigen könnten, sondern dessen Stand cereris paribus für einen Gott wohlgefälligen Stand, daher auch den Eifer, um solcher Heirat willen einen Prediger seines Amtes und einen Kanonikus seines Kanonikats berauben wollen, für unzeitig und solch Vornehmen für ungöttlich erkannten.

Hertzigs Gang (1908)

Er war Eigentümer von Hertzigs Gang in der Marlesgrube 17, den er 1575 geerbt hatte.
Ein Epitaph oder Gedenkbild ist nicht erhalten, wohl aber seine Aufzeichnungen im Pastorenbuch des Doms. Sein Nachfolger als Dompastor wurde der bisherige Diaconus (2. Pastor) Matthias Crumbtinger.